# Rainy Nights
«Rainy Nights» es un sencillo de la banda brasileña Angra. Fue el último álbum con la formación original. La música fue compuesta por Andre Matos, Kiko Loureiro y Rafael Bittencourt, mientras que las letras por Andre Matos. La canción fue incluida como bonus track en la edición japonesa del álbum Fireworks, del mismo año. En el álbum se puede encontrar la misma canción en distintas versiones, la primera es la edición original del álbum Fireworks, la segunda con más teclados y menos solos, para su promoción en radio y la última es una versión instrumental.

## Lista de canciones
1. «Rainy Nights» (Edición para radios) – 4:00
2. «Rainy Nights» (Original) – 5:06
3. «Rainy Nights» (Instrumental) – 5:05

## Formación
- Andre Matos - Voces
- Kiko Loureiro - Guitarra
- Rafael Bittencourt - Guitarra
- Luís Mariutti - Bajo
- Ricardo Confessori - Batería

- Datos: Q4888133